# Arroyo Garganta de la Yedra
Arroyo Garganta de la Yedra är ett vattendrag i Spanien.   Det ligger i provinsen Provincia de Ávila och regionen Kastilien och Leon, i den centrala delen av landet, 60 km väster om huvudstaden Madrid.